# میخائیل کوپریانوف
میخائیل کوپریانوف (روسی: Михаил Владимирович Куприянов؛ زادهٔ ۷ ژوئیهٔ ۱۹۷۳) بازیکن فوتبال اهل روسیه است.
از باشگاه‌هایی که در آن بازی کرده‌است می‌توان به باشگاه فوتبال آنژی مخاچ‌قلعه، باشگاه فوتبال زسکا روستوف-نا-دونو، باشگاه فوتبال زسکا مسکو، باشگاه فوتبال اسپارتاک مسکو، و باشگاه فوتبال روستوف اشاره کرد.
وی همچنین در تیم ملی فوتبال زیر ۲۱ سال روسیه بازی کرده‌است.